# South Somerset
South Somerset war ein District in der Grafschaft Somerset in England. Verwaltungssitz war die Stadt Yeovil; weitere bedeutende Orte waren Bruton, Castle Cary, Chard, Crewkerne, Ilminster, Somerton und Wincanton.
Der Bezirk wurde am 1. April 1974 gebildet und entstand aus der Fusion der Boroughs Chard und Yeovil, der Urban Districts Crewkerne und Ilminster sowie der Rural Districts Chard, Langport, Wincanton und Yeovil. Zum 1. April 2023 fusionierte South Somerset mit Mendip, Sedgemoor und Somerset West and Taunton zur Unitary Authority Somerset.
Koordinaten: 51° 2′ 0″ N, 2° 46′ 0″ W